# 山形厚生看護学校
山形厚生看護学校（やまがたこうせいかんごがっこう）とは、山形県山形市にある医療法人横山厚生会が運営する私立専修学校である。1932年に創設。現在は、3年制の看護師養成課程を設置し、定員は80名である。

## 概要
1932年に横山産婆看護婦養成所として、看護師の養成を始める。1978年に現在の校名になり、1992年に現在地に新築移転し、看護婦養成3年課程を開設し、現在に至る。定員は80名で、うち10名は社会人枠として、幅広い学生を受け入れている。卒業生の約7割が県内の病院に就職している。

## 教育の理念と目標

### 教育理念
「安全で安心できる看護を実践できる看護師、一人ひとりに心を寄せ、個人を尊重できる看護師、社会から求められる看護師の育成」を目指して、下記の理念を掲げている。
- 看護師として、自律・自立した自らを育てるために常に学び、研鑽を積む努力を求める。
- 看護を広い視野で学び、科学的根拠に基づく知識・技術を身につけ、真心をもって看護に向き合う人を育てる。
- 倫理的配慮をもち人間対人間の関係を成立させ、看護を提供できる人を育成する。
- 地域社会で暮らす人々との関わりからも看護を学び、社会に貢献できる看護師の育成をめざす。

### 教育目的
教育目的は、「看護師として必要な知識・技術・態度を修得し、一人ひとりに心を寄せ社会に貢献できる看護実践者を育成する」ことにあり、具体的な目標は下記の8点である。
1. 人間を身体的・精神的・社会的に統合された存在として理解できる。
2. 人間を生活者としてとらえ、健康を環境との関係から理解できる。
3. 人間の多様な価値観を認識した態度を養う。
4. 科学的根拠に基づき、安全で安心できる看護を実践できる基礎的能力を養う。
5. 保健・医療・福祉制度のもとで、他職種と連携・協働し、チーム医療の中での看護の役割を担うための基礎的能力を養う。
6. 看護師としての倫理観を養う。
7. 看護師として、変化する社会に対応できる基礎的能力を養う。
8. 自ら健康を保持し、主体的に学び成長し続ける態度を養う。

## 沿革
- 1932年 2月　横山産婆看護婦養成所として県より認定され、山形市八日町にて産婆並びに看護婦の養成を開始。
- 1936年11月　横山産婆看護婦学校に名称変更。
- 1939年 3月　各種学校として知事より認可。
- 1941年12月　山形厚生女学校に名称変更。
- 1952年 4月　山形厚生専門学校に名称変更。准看護婦養成を開始。
- 1968年 4月　男子准看護士生徒の入学を認める。
- 1970年 3月　看護婦養成機関として高等看護科（2年課程）を開設。
- 1971年 4月　山形市緑町に新築移転。医療法人横山厚生会山形厚生専門学校高等看護科、准看護科となる。
- 1978年 4月　医療法人横山厚生会山形厚生看護学校に名称変更。
- 1991年 3月　准看護科入学生募集停止。
- 1991年12月　看護婦養成３年課程が厚生大臣より承認される。
- 1992年 3月　准看護科廃止。
- 1992年 3月　山形市蔵王半郷字八森に3年課程新築校舎落成。
- 1992年 4月　看護婦養成3年課程開設。
- 1993年 1月　2年課程入学生募集停止。
- 1994年 3月　2年課程廃止。

## 就職・進学

### 取得できる資格・免許状
看護師国家試験受験資格の他、4年制大学3年次編入学受験資格も得られる。
- 看護師国家試験受験資格
- 専門士（医療専門課程）
- 保健師学校・助産師学校受験資格
- 4年制大学3年次編入学受験資格

### 看護師国家試験合格率
看護師国家試験合格率は、大卒者を含む全国平均値と同程度の水準を維持している。
| 卒業年度               | 新卒者   | 新卒者   | 新卒者 | 新卒者     | 既卒者   | 既卒者   | 既卒者 | 既卒者     |
| 卒業年度               | 受験者数 | 合格者数 | 合格率 | 全国平均値 | 受験者数 | 合格者数 | 合格率 | 全国平均値 |
| ---------------------- | -------- | -------- | ------ | ---------- | -------- | -------- | ------ | ---------- |
| 2013年度（平成25年度） | 79人     | 76人     | 96.2%  | 95.2%      | 7人      | 3人      | 42.9%  | 42.7%      |
| 2014年度（平成26年度） | 74人     | 73人     | 98.6%  | 95.5%      | 8人      | 3人      | 37.5%  | 39.2%      |
| 2015年度（平成27年度） | 76人     | 70人     | 92.1%  | 94.9%      | 5人      | 1人      | 20.0%  | 35.5%      |
| 2016年度（平成28年度） | 76人     | 69人     | 90.8%  | 94.3%      | 10人     | 6人      | 60.0%  | 35.6%      |
| 2017年度（平成29年度） | 83人     | 80人     | 96.3%  | 96.3%      | 11人     | 6人      | 54.5%  | 44.5%      |

### 進路先
2012年度～2016年度卒業生のうち、山形県内の病院が72.7％と最も多く、北海道・東北地区の病院が10.2％、関東・その他地方の病院が14.2％、進学者は2.9%であった。

## 年間行事
- 4月 - 入学式・歓迎会
- 5月 - 研修旅行
- 6月 - 学校説明会（高等学校の教員向け）
- 7月 - 学校見学会（入学希望者など向け）
- 8月 - 花笠踊り
- 9月 - 戴帽式
- 12月 - クリスマスパーティー
- 3月 - 卒業式

## 実習先病院
山形県内の基幹病院を中心に実習が行われている。
- 山形大学医学部附属病院
- 公立置賜総合病院
- 北村山公立病院
- 米沢市立病院
- 山形済生病院
- みゆき会病院
- かみのやま病院
- 山形さくら町病院
- 横山病院
- 山形県立こども医療療育センター

## 所在地

### 住所
〒990-2305　山形県山形市蔵王半郷字八森959番地

### 交通機関
山形駅からの公共交通として、山交バスが利用できる。
- 山形駅前1番乗り場より「急行蔵王温泉行」（約1時間に1本）に乗車し「まんさくの丘」下車徒歩7分
- 山交ビルバスターミナル13番乗り場より「表蔵王口経由上山温泉」行、「表蔵王口経由高松葉山温泉」行、「リナワールド行」等（15分～20分毎に1本）に乗車し「まんさくの丘」下車徒歩7分